# Golpe de Estado em Uganda em 1971

Mapa da localização de Uganda atualmente

O Golpe de Estado em Uganda em 1971 foi um golpe militar executado por militares de Uganda, liderado pelo general Idi Amin, contra o governo do presidente Milton Obote em 25 de janeiro de 1971. A tomada de poder ocorreu quando Obote foi ao exterior participar de uma conferência dos Chefes de Estado da Comunidade das Nações em Singapura. Amin temia que Obote poderia demiti-lo.
O golpe de 1971, é frequentemente citado como um exemplo de "ação de classe dos militares", no qual as forças armadas ugandenses agiram contra "um regime cada vez mais socialista, cujas políticas internas igualitárias representavam cada vez mais uma ameaça aos privilégios econômicos dos militares".
Amin foi amplamente apoiado pelos britânicos antes e depois do golpe, porque o presidente anterior, Milton Obote, estava tentando nacionalizar empresas do Reino Unido.[carece de fontes?]

## Representação na mídia
No filme O Último Rei da Escócia, o golpe é retratado como popular, com Amin sendo "para o povo". O golpe é apoiado pelos britânicos e os opositores de Amin são descritos como sendo "os homens de Obote"